# Би, Саманта
Сама́нта Энн Би (англ. Samantha Anne Bee; род. 25 октября 1969, Торонто, Онтарио, Канада) — канадско-американская комедиантка, сценаристка, продюсер, актриса и телеведущая.

## Биография
Саманта Энн Би родилась 25 октября 1969 года в Торонто (провинция Онтарио, Канада). Саманту воспитывала бабушка. Девушка изучала театр в Оттавском университете, Университете МакГилла в Монреале и «George Brown Theatre School» в Торонто.
Саманта дебютировала в кино в 2000 году, сыграв роль соседки в эпизоде «Взрыв: История Кристофера Уайза» телесериала «Реальные дети, реальные приключения». Всего Би сыграла более чем в 20-ти фильмах и телесериалах. Также она является сценаристом, кинопродюсером, журналисткой и телеведущей. С июля 2003 года была одной из корреспондентов сатирического телешоу «The Daily Show». В апреле 2015 года она покинула шоу, чтобы работать над комедийной передачей на канале TBS.
С 2001 года Саманта замужем за сценаристом Джейсоном Джонсом (род.1967). У супругов есть трое детей: дочь Пайпер Би-Джонс (род. в январе 2006), сын Флетчер Би-Джонс (род.20.06.2008) и ещё одна дочь — Рипли Би-Джонс (род. в октябре 2010).

## Фильмография
| Год          |    | Русское название                      | Оригинальное название          | Роль                                           |
| ------------ | -- | ------------------------------------- | ------------------------------ | ---------------------------------------------- |
| 2000         | с  | Настоящие дети, настоящие приключения | Real Kids, Real Adventures     | соседка                                        |
| 2001         | с  | Нескончаемая зубрёжка                 | The Endless Grind              | девушка                                        |
| 2001         | тф | Я Хэм                                 | Ham I Am                       | имя персонажа неизвестно                       |
| 2003         | тф | Джаспер, штат Техас                   | Jasper, Texas                  | Кэти                                           |
| 2004         | ф  | Ветчина и сыр                         | Ham & Cheese                   | Бет Гудсон                                     |
| 2005         | с  | Джек на все руки мастер               | Odd Job Jack                   | Линда Каллахан                                 |
| 2006         | с  | Продюсер                              | Love Monkey                    | Кэрол Дюлак                                    |
| 2007         | с  | Не это, а это                         | Not This But This              | девушка                                        |
| 2007         | ф  | Суперпёс                              | Underdog                       | директор школы                                 |
| 2007         | с  | Спаси меня                            | Rescue Me                      | агент по недвижимости                          |
| 2007         | с  | Маленькая мечеть в прериях            | Little Mosque on the Prairie   | Нэнси Лейтон                                   |
| 2007         | тф | Две семьи                             | Two Families                   | имя персонажа неизвестно                       |
| 2008         | ф  | Секс-гуру                             | The Love Guru                  | кассир                                         |
| 2008         | ф  | Рождество семейки Куперов             | Coopers' Camera                | Нэнси Купер                                    |
| 2009         | ф  | Материнство                           | Motherhood                     | Элисон Хоппер                                  |
| 2009         | ф  | Будь что будет                        | Whatever Works                 | Chess Mother                                   |
| 2009—2011    | с  | Смертельно скучающий                  | Bored to Death                 | Рене                                           |
| 2010         | с  | Закон и порядок                       | Law & Order                    | Ванесса Карвилл                                |
| 2010         | тф | Любовные письма                       | Love Letters                   | Мелисса                                        |
| 2010         | ф  | Месть пушистых                        | Furry Vengeance                | директор Бэйкер                                |
| 2010         | ф  | Безумное свидание                     | Date Night                     | женщина на Таймс-сквер                         |
| 2010—2012    | с  | Улица Сезам                           | Sesame Street                  | Матушка Гусыня                                 |
| 2011         | с  | Майкл: По вторникам и четвергам       | Michael: Tuesdays & Thursdays  | Нэнси Слейд                                    |
| 2012         | с  | Боже                                  | Good God                       | Шенди Соммерс                                  |
| 2012—2013    | с  | Закусочная Боба                       | Bob’s Burgers                  | Пэм                                            |
| 2013         | с  | Охотники на людей                     | Bounty Hunters                 | Стейси                                         |
| 2013—2014    | с  | Финес и Ферб                          | Phineas and Ferb               | Лайла Лолибери                                 |
| 2013—2014    | с  | Творческая Галактики                  | Creative Galaxy                | мама                                           |
| 2014         | с  | Шоу Майкла Джей Фокса                 | The Michael J. Fox Show        | доктор Янг                                     |
| 2014         | с  | Бездельник                            | Deadbeat                       | Дарси                                          |
| 2014         | ф  | Уроки вождения                        | Learning to Drive              | Дебби                                          |
| 2015         | с  | Игра началась                         | Game On                        | Джери                                          |
| 2015         | с  | Халяль в семье                        | Halal in the Family            | Венди                                          |
| 2015         | ф  | Ореховый дом                          | Get Squirrely                  | Raitch                                         |
| 2015         | ф  | Сёстры                                | Sisters                        | Лиз                                            |
| 2016 — н. в. | с  | Во всей красе с Самантой Би           | Full Frontal with Samantha Bee | создательница, ведущая, сценаристка и продюсер |